# Ambiciosa (película de 1975)
Ambiciosa es una película española dirigida por Pedro Lazaga y estrenada en el año 1976. Fue clasificada ‘para mayores de 18 años’ y rodada en Eastmancolor y formato panorámico. Está protagonizada por Teresa Rabal.

## Argumento
Una chica de provincias llega a la capital de España dispuesta a ascender como sea, y para ello no duda en aprovechar sus encantos naturales, y no solo con el sexo opuesto. 

## Lugares de Rodaje
Fue rodada en las provincias de Toledo y Madrid.